# Kanton Eschershausen
Der Kanton Eschershausen bestand von 1807 bis 1813 im Distrikt Einbeck (Departement der Leine, Königreich Westphalen) und wurde durch das Königliche Decret vom 24. Dezember 1807 gebildet. Eschershausen war von Umstruktierungen zur endgültigen Festsetzung des Zustands der Gemeinden im Departement der Leine vom 16. Juni 1809 kaum betroffen. Die Munizipalitäten Lenne und Holzen wurden getrennt Dielmissen und Breitenkamp zusammengefasst.

## Gemeinden
- Eschershausen (zuvor Fürstentum Braunschweig-Wolfenbüttel) mit Wickensen
- Eimen, Mainzholzen, Vorwohle
- Lenne
- Scharfoldendorf, Holzen am rothen Stein, Holzerhütte
- Lüerdissen, Oelkassen
- Dielmissen
- Kirchbrak, Westerbrak, Buchhagen, Breitenkamp, Heinrichshagen